# حمض الكرباميك
حمض الكرباميك هو مركب كيميائي عضوي له الصيغة NH2COOH؛ ويكون عند درجات حرارة منخفضة جداً على شكل صلب عديم اللون.
إن اتصال مجموعة الكربوكسيل بشكل مباشر مع ذرة النتروجين في مجموعة الأمين يجعل من المركب مختلفاً عن الأحماض الكربوكسيلية وعن الأميدات. يطلق على القاعدة المرافقة للحمض اسم الكربامات.

## التحضير
ينشأ حمض الكرباميك كمركب وسطي في عملية إنتاج اليوريا، وذلك من تفاعل ثنائي أكسيد الكربون مع الأمونيا:
{\displaystyle \mathrm {CO_{2}\ +\ NH_{3}\ \longrightarrow \ H_{2}N-CO_{2}H} }
{\displaystyle \mathrm {H_{2}N-CO_{2}H\ +\ NH_{3}\ \longrightarrow \ CO(NH_{2})_{2}\ +\ H_{2}O} }

## الخواص
إن مركب حمض الكرباميك غير مستقر ولا ثابت فهو يتفكك هو ومشتقاته إلى الأمونيا وثنائي أكسيد الكربون.
للمركب بنية مستوية؛ وتعد أملاحه واستراته أكثر ثباتية من الحمض نفسه

## مشتقات حمض الكرباميك
لحمض الكرباميك العديد من المشتقات، منها الإسترات مثل كربامات الميثيل وكربامات الإيثيل، كما يشكل بعض أملاح الكربامات مثل كربامات الأمونيوم.

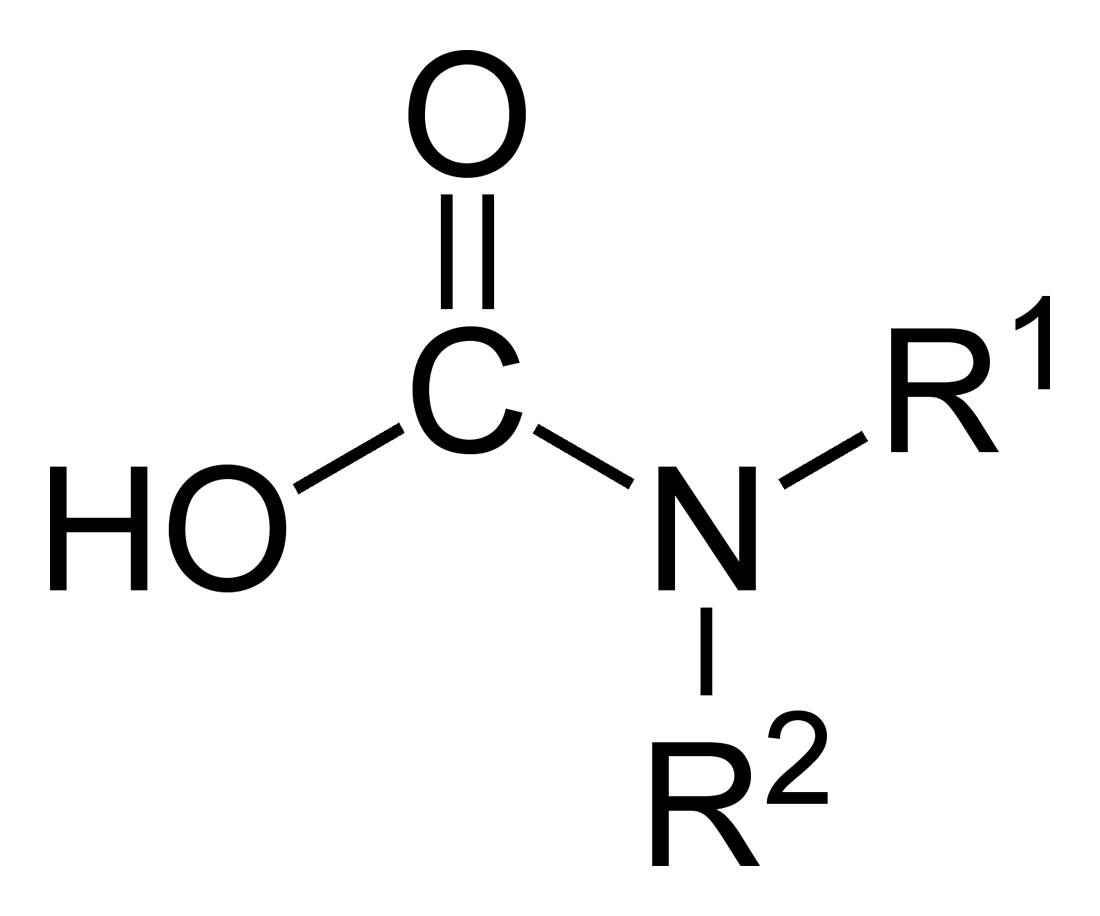
مجموعة حمض الكرباميك
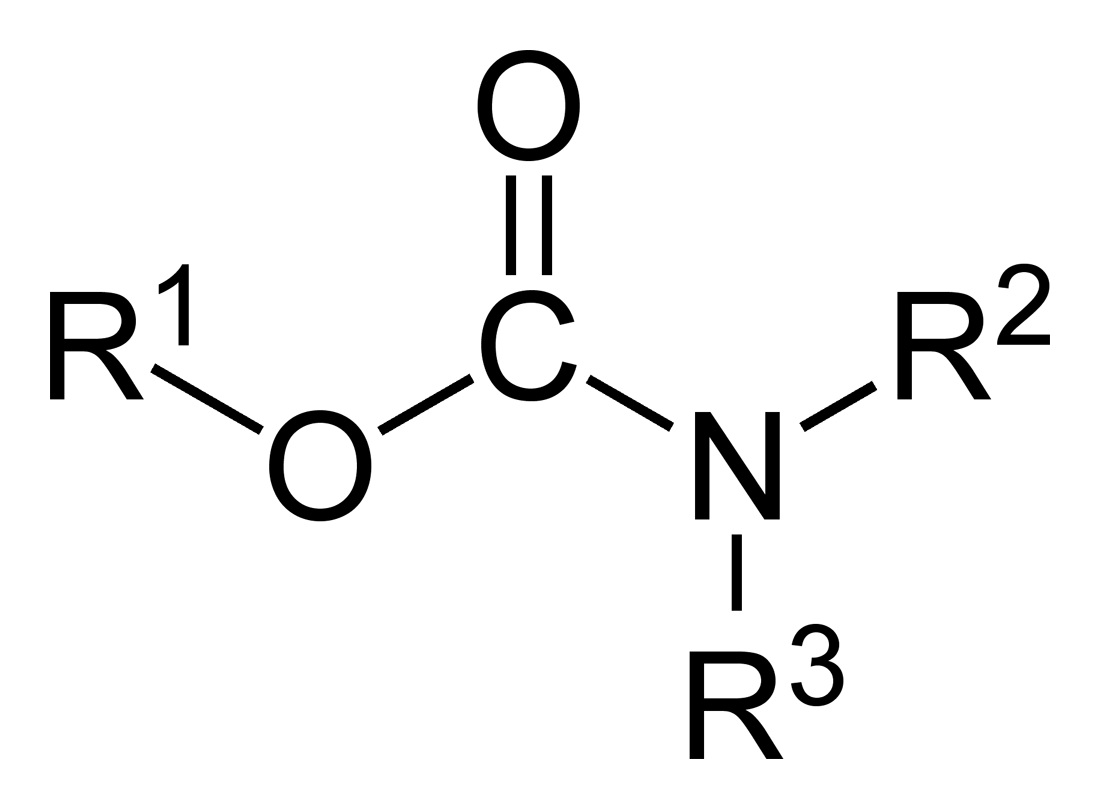
مجموعة الكربامات
مجموعة الكربامويل
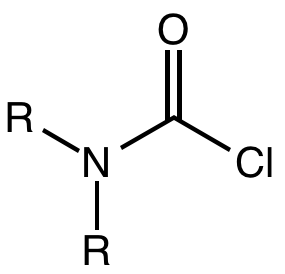
مجموعة كلوريد الكربامويل